# Gonzo
GONZO Digimation (яп. 株式会社ゴンゾ) — японська аніме-студія і батьківська компанія холдингу «GDH» («Gonzo Digimation Holding»). В холдинг також входять компанії: «GDH K.K.», «GONZO K.K.», «G-creators K.K.», «Future Vision Music K.K.», «GDH CAPITAL K.K.», «GONZO Rosso Online K.K.».

## Історія
- Вересень 1992 р. — Заснована компанія «GONZO Inc.».
- Травень 1996 р. — Заснована компанія «Digimation K.K.».
- Травень 1999 р. — Компанія «GONZO Inc.» перейменована в «GONZO K.K.».
- Лютий 2000 р. — Об'єднання обох компаній в холдинг «GDH».
- Травень 2000 р. — Заснована компанія «Creators.com K.K.».
- Квітень 2002 р. — «GONZO K.K.» і «Digimation K.K.» остаточно зливаються; об'єднана компанія названа «GONZO DIGIMATION K.K.».
- Листопад 2003 р. — Заснована компанія «Future Vision Music K.K.».
- Липень 2004 р. — «Gonzo Dijimation K.K.» перейменована в «GONZO K.K.», «Creators.com K.K.» перейменована в «G-creators K.K.», холдинг «GONZO DIGIMATION HOLDING» перейменований в «GDH K.K.».

## Хронологія робіт

### Серіали
2000
- Квітень — Gate Keepers
- Жовтень — Vandread

2001
- Липень — Samurai Girl: Real Bout High School
- Жовтень — Final Fantasy: Unlimited, Hellsing, Vandread the Second Stage

2002
- Січень — Full Metal Panic!
- Лютий — Pandalian
- Квітень — Gatekeepers 21
- Липень — Saikano
- Жовтень — Kiddy Grade, Gravion

2003
- Лютий — Digigirl Pop! STRAWBERRY&POP MIX FLAVOR
- Квітень — Kaleido Star, Last Exile, Gad Guard
- Жовтень — Peacemaker Kurogane
- Листопад — Chrono Crusade

2004
- Січень — Gravion Zwei
- Квітень — Gantz, Burst Angel (Bakuretsu Tenshi)
- Червень — Samurai 7
- Жовтень — Desert Punk (Sunabouzu), Gankutsuou

2005
- Квітень — Basilisk, Speed Grapher, Trinity Blood
- Липень — Transformers: Cybertron (разом з Sunwoo Entertainment)
- восени — G.I. Joe: Sigma 6
- Densha Otoko Анімація на початку фільму
- Жовтень — SoltyRei (разом з AIC), Black Cat

2006
- Січень — Origin: Spirits of the Past
- Квітень — Legend of the Glass Fleet, Witchblade
- Липень — Welcome to the N.H.K.
- Жовтень — Red Garden, Pumpkin Scissors

2007
- Січень — Afro Samurai, Getsumen to Heiki Mina
- Березень — Tenshi Sairin (Burst Angel: Infinity)
- Квітень — Romeo x Juliet, Bokurano, Kaze no Stigma, Seto no Hanayome (разом з AIC)
- Жовтень — Dragonaut — TheThe Resonance

2008
- Січень — Rosario + Vampire[1]
- Квітень — The Tower of Druaga: the Aegis of Uruk, Special A, Blassreiter
- Липень — Strike Witches
- Жовтень — Rosario + Vampire Capu2,[1] Linebarrels of Iron

2009
- Січень — The Tower of Druaga: the Sword of URUK
- Квітень — Saki, Shangri-La

2011
- влітку — Nyanpire
- восени — Last Exile -Fam, The Silver Wing-

2012
- восени — 'Satria — The Warriors of the 7 Elements'
- навесні — 'Ozuma' спільно з LandQ studios

2013
- Квітень — Zettai Bōei Leviathan
- Липень- Inu to Hasami wa Tsukaiyō
- Липень — A Town Where You Live

2014
- Квітень — Blade & Soul (аніме-адаптація до відеогри)

#### 2014
- Квітень — Blade & Soul

#### 2015
- Липень — Seiyu's Life!

#### 2016
- Січень — Aokana: Four Rhythm Across the Blue

#### 2017
- Січень — Akiba's Trip: The Animation
- Липень — 18if

#### 2018
- Квітень — Kakuriyo no Yadomeshi, Space Battleship Tiramisu
- Жовтень — Hinomaru Zumō, Conception: Ore no Kodomo o Undekure!

### OVA
- 1998—2000 Blue Submarine No. 6
- 1999—2000 Melty Lancer THE ANIMATION
- 2001 Zaion: I Wish You Were Here
- 2002—2005 Sentou Yousei Yukikaze
- 2004 Kaleido Star Aratanaru Tsubasa Extra Stage
- 2007 Bakuretsu Tenshi — InfinityInfinity, Strike Witches, Red Garden: Dead Girls

### Фільми
- Січень 2006 Gin-iro no Kami no Agito або Origin: Spirits of the Past
- Липень 2006 Brave Story
- Липень 2007 Kappa no Coo to Natsuyasumi
- Січень 2009 Afro Samurai: Resurrection
- Листопад 2013 Бейонетта: Кривава доля

### Відеоігри
- 1996: Lunar: Silver Star Story (Saturn remake) — анімаційні частини
- 1997: Silhouette Mirage — анімаційні частини
- 1998: Lunar 2: Eternal Blue (Saturn remake) — анімаційні частини
- 1998: Radiant Silvergun — анімаційні частини
- 1999: Genso Suikogaiden Volume 1: Swordsman of Harmonia — відео на початку та характери
- 2001: Genso Suikogaiden Volume 2: Duel at Crystal Valley — участь у FMV
- 2002: Suikoden III — участь у FMV[2]
- 2008: BlazBlue: Calamity Trigger — анімаційні частини у хоум-версії
- 2010: Super Street Fighter IV — анімаційні частини у кінцівках

### Кліпи
- 2003: «Breaking the Habit» для Linkin Park
- 2007: «Freedom» для Blood Stain Child
- 2008: «Forsaken» для Dream Theater

### Manga
- 2001—2002: Vandread
- 2003: Kiddy Grade
- 2004: Bakuretsu Tenshi
- 2005: Gankutsuou
- 2005: Speed Grapher
- 2007: Romeo x Juliet
- 2007: Red Garden
- 2007: Getsumen to Heiki Miina
- 2008: Blassreiter — Genetic